# Det sande ansigt
Pour plus de détails, voir Fiche technique et Distribution.
Det sande ansigt (littéralement « le vrai visage ») est un film danois réalisé par Bodil Ipsen et Lau Lauritzen Jr., sorti en 1951.

## Synopsis
Troels Rolff, un jeu architecte, est accusé du viol et du meurtre d'une fillette de 10 ans.

## Fiche technique
- Titre : Det sande ansigt
- Réalisation : Bodil Ipsen et Lau Lauritzen Jr.
- Scénario : Johannes Allen d'après le roman de Gerhard Rasmussen
- Musique : Sven Gyldmark
- Photographie : Rudolf Frederiksen
- Montage : Wera Iwanouw
- Société de production : ASA Film
- Pays de production :  Danemark
- Genre : Policier et drame
- Durée : 92 minutes
- Date de sortie : 
  - Danemark : 21 août 1951

## Distribution
- Lau Lauritzen Jr. : Troels Rolff
- Johannes Meyer : le pasteur Mikael Rolff
- Lisbeth Movin : Sonja
- Oluf Bang : Anders Rolff
- Agnes Phister-Andresen : la mère de Troels

## Distinctions
Le film a reçu le Bodil du meilleur film danois.